# 11268 Spassky
11268 Spassky (1985 UF5) là một tiểu hành tinh vành đai chính được phát hiện ngày 22 tháng 10 năm 1985 bởi L. V. Zhuravleva ở Đài vật lý thiên văn Krym.